# ناکووو
ناکووو (به صربی: Nakovo) یک منطقهٔ مسکونی در صربستان است که در Kikinda Municipality واقع شده‌است. ناکووو ۱٬۹۱۸ نفر جمعیت دارد و ۹۱ متر بالاتر از سطح دریا واقع شده‌است.